# Cyperus latzii
Cyperus latzii är en halvgräsart som beskrevs av Karen Louise Wilson. Cyperus latzii ingår i släktet papyrusar, och familjen halvgräs. Inga underarter finns listade i Catalogue of Life.